# Siliștea Gumești
Siliștea Gumești est une commune du județ de Teleorman en Roumanie.